# Cleômbroto (regente)
Cleômbroto (em grego: Κλεόμβροτος) foi um regente de Esparta entre 480 a.C. e 479 a.C., pertencente à família real dos ágidas.
Com a morte do seu irmão Leônidas I nas Termópilas, ele tornou-se comandante das tropas espartanas, e, negando apoio aos atenienses, organizou a defesa do Peloponeso construindo uma muralha no Istmo de Corinto. Ele morreu logo depois, e o comando das tropas espartanas passou para seu filho Pausânias, já que o rei Plistarco, filho de Leônidas, era muito jovem para governar .
A retirada de Cleômbroto do istmo deu-se por causa de um fenômeno celeste, em que o Sol ficou escuro durante o dia. Se este fenômeno for interpretado como um eclipse solar, a data desta retirada é precisamente o dia 2 de Outubro de 480 a.C..
Além de Pausânias, Cleômbroto também foi o pai de Nicomedes, que foi regente do rei Plistóanex